# LOCAAS
LOCAAS (angleško Low-Cost Autonomous Attack System) je bojni izstrelek, ki ga odlikujejo nizki proizvodnji stroški, avtonomno delovanje po izstrelitvi, ki zajema tudi samostojno izvidovanje terena za morebitnimi tarčami in identifikacijo cilja napada s pomočjo sistema LIDAR (laserski radar).
Izstrelek proizvaja Lockheed Martin.